# Pleustes parapaulina
Pleustes parapaulina är en kräftdjursart. Pleustes parapaulina ingår i släktet Pleustes och familjen Pleustidae. Inga underarter finns listade i Catalogue of Life.